# Wydział Teologiczny Uniwersytetu Stefana Batorego w Wilnie
Wydział Teologiczny Uniwersytetu Stefana Batorego w Wilnie – zlikwidowany w 1945 wydział Uniwersytetu Stefana Batorego w Wilnie (USB).

## Historia
Wczesny okres dziejów Wydziału został przerwany w 1832 likwidacją przez władze Imperium Rosyjskiego uniwersytetu w Wilnie. Na bazie zniesionego Wydziału powstała w 1842 Akademia Duchowna w Petersburgu.
Wydział odrodził się po I wojnie światowej. Jego czołowym organizatorem w latach 1919-1921 był ks. prof. Kazimierz Zimmermann, późniejszy rektor Uniwersytetu Jagiellońskiego.
Po znalezieniu się po II wojnie światowej Wilna poza granicami Polski ks. prof. Antoni Pawłowski podejmował starania o kontynuowanie działalności Wydziału Teologicznego USB w ramach Uniwersytetu Mikołaja Kopernika w Toruniu. Wobec bezskuteczności tych usiłowań działalność Wydziału była kontynuowana do lat 50. w Białymstoku.